# L'Ami importun

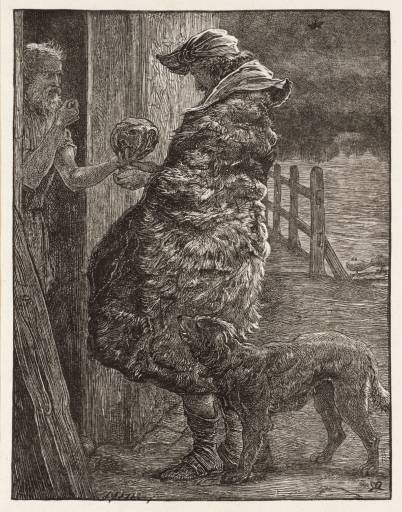
L'ami importun (John Arthur Millais, 1864)

L' Ami importun est une parabole enseignée par le Christ juste après avoir enseigné à ses disciples la prière du Notre Père. Cet épisode est raconté dans l'Évangile selon Luc, 11:5-8, et précède les paroles sur l'efficacité de la prière.
Dans le domaine de l'exégèse biblique, il fait partie du Sondergut de cet évangéliste.

## Texte
Evangile selon Luc, chapitre 11, versets 5 à 8:
« Il leur dit encore : Si l'un de vous a un ami, et qu'il aille le trouver au milieu de la nuit pour lui dire : Ami, prête-moi trois pains, car un de mes amis est arrivé de voyage chez moi, et je n'ai rien à lui offrir, et si, de l'intérieur de sa maison, cet ami lui répond : Ne m'importune pas, la porte est déjà fermée, mes enfants et moi sommes au lit, je ne puis me lever pour te donner des pains, je vous le dis, même s'il ne se levait pas pour les lui donner parce que c'est son ami, il se lèverait à cause de son importunité et lui donnerait tout ce dont il a besoin. »
Traduction d'après la Bible Louis Segond.

## Interprétation
L'interprétation traditionnelle de cette parabole est celle de l'efficacité de la prière, le Christ étant représenté par l'ami importun qui arrive à une heure indue.